# Galgula
Galgula là một chi bướm đêm thuộc họ Noctuidae.

## Các loài
- Galgula castra Schaus, 1898
- Galgula partita Guenée, 1852
- Galgula pectinata Herrich-Schäffer, 1868
- Galgula subapicalis Hampson, 1909